# گمینا سکیربیشوو
گمینا سکیربیشوو (به لهستانی:  Gmina Skierbieszów) یک گمینا در لهستان است که در شهرستان زاموشتش واقع شده‌است. گمینا سکیربیشوو ۱۳۹٫۱۷ کیلومتر مربع مساحت و ۵٬۳۶۷ نفر جمعیت دارد.